# Mydaea fuscipes
Mydaea fuscipes este o specie de muște din genul Mydaea, familia Muscidae. A fost descrisă pentru prima dată de Huckett în anul 1966.
Este endemică în California. Conform Catalogue of Life specia Mydaea fuscipes nu are subspecii cunoscute.